# Żabinka (Kruklanki)
Żabinka (bis 2010: Żabinki, deutsch Zabinken, 1938 bis 1945 Hochsee) ist ein Dorf in der polnischen Woiwodschaft Ermland-Masuren und gehört zur Landgemeinde Kruklanki (Kruglanken) im Powiat Giżycki (Kreis Lötzen).

## Geographische Lage
Żabinka liegt östlich vom Zabinker See (1938 bis 1945 Hochseer See, polnisch Jezioro Żabinka) im nördlichen Osten der Woiwodschaft Ermland-Masuren. Bis zur früheren Kreisstadt Angerburg (polnisch Węgorzewo) sind es 19 Kilometer in nordwestlicher Richtung, und die jetzige Kreismetropole Giżycko (Lötzen) ist 17 Kilometer in südwestlicher Richtung entfernt.

## Geschichte
Der damals Zabinek genannte Ort wurde im Jahre 1713 gegründet. Vor 1785 Zabienen, nach 1785 Zabynken und bis 1938 Zabinken genannt, kam das Dorf 1874 zum Amtsbezirk Kutten, der bis 1945 bestand und zum Kreis Angerburg im Regierungsbezirk Gumbinnen der preußischen Provinz Ostpreußen gehörte.
Im Jahre 1910 waren in Zabinken 185 Einwohner registriert. Ihre Zahl stieg bis 1925 auf 215, belief sich 1933 auf 228 und betrug 1939 noch 193.
Am 3. Juni (offiziell bestätigt am 16. Juli) des Jahres 1938 wurde Zabinken aus politisch-ideologischen Gründen der Vermeidung fremdländisch klingender Ortsnamen in „Hochsee“ umbenannt. 1945 wurde das Dorf in Kriegsfolge mit dem gesamten südlichen Ostpreußen nach Polen „überstellt“ und erhielt die polnische Namensform „Żabinki“, die 2010 in „Żabinka“ umgeändert wurde. Heute ist das Dorf Sitz eines Schulzenamtes (polnisch sołectwo), in das die Orte Budziska Leśne, Dąbek (Eichenberg), Diabla Góra (Teufelsberg), Podleśne (Knobbenort) und Żabinka eingeschlossen sind. Es gehört zur Landgemeinde Kruklanki (Kruglanken) im Powiat Giżycki (Kreis Lötzen), bis 1998 der Woiwodschaft Suwałki, seither der Woiwodschaft Ermland-Masuren zugeordnet.

## Kirche
Zabinken resp. Hochsee war vor 1945 in die evangelische Kirche Kutten (polnisch Kuty) in der Kirchenprovinz Ostpreußen der Kirche der Altpreußischen Union und in die katholische Kirche Zum Guten Hirten Angerburg im Bistum Ermland eingepfarrt. Heute gehört Żabinka zur katholischen Pfarrei Kruklanki im Bistum Ełk (Lyck) der Römisch-katholischen Kirche in Polen bzw. zur evangelischen Pfarrei Giżycko (Lötzen) mit der Filialgemeinde Pozezdrze (Possesseren, 1938 bis 1945 Großgarten) in der Diözese Masuren der Evangelisch-Augsburgischen Kirche in Polen.

## Verkehr
Żabinka liegt an einer Nebenstraße, die Jasieniec (Groß Eschenort) mit Diabla Góra (Teufelsberg) verbindet. Eine Bahnanbindung besteht nicht.